# کازوکی تاچیبانا
کازوکی تاچیبانا (ژاپنی: 橘 一輝؛ زادهٔ ۸ ژوئن ۱۹۹۲) یک بازیکن فوتبال اهل ژاپن است.
از باشگاه‌هایی که در آن بازی کرده‌است می‌توان به باشگاه فوتبال گاینار توتوری اشاره کرد.